# Videogioco tattico in tempo reale
Un videogioco tattico in tempo reale (abbreviato RTT dall'Inglese Real-time tactics) è un genere di videogioco che simula le considerazioni e le circostanze inerenti in una guerra i campi di battaglia, lo scontro bellico operativo e la tattica militare, in opposizione alla micro-gestione delle risorse come nei tradizionali strategici in tempo reale (RTS) come Warcraft o Command & Conquer.
Il genere RTT è molto meno spesso definito come strategia militare o simulatore di combattimento in tempo reale. Tuttavia, nonostante il genere stia acquistando sempre più popolarità, molti videogiochi famosi sono ancora etichettati nel più vasto termine "strategia in tempo reale".
Alcuni esempi di RTT sono Myth: the Fallen Lords (1997), la serie wargame di Close Combat (1996-2000) o la serie Total War (2001-oggi).

## Caratteristiche
Lo stile di gioco degli RTT è caratterizzato dall'aspettativa nei confronti dei giocatori di completare gli obiettivi a loro proposti utilizzando soltanto le forze da combattimento di cui sono provvisti e da un certo grado di realismo (o almeno di verosimiglianza e credibilità) nel rappresentare tattiche e operazioni militari. Ciò è in contrasto con altri generi di guerra: per esempio, negli strategici a turni su larga scala le battaglie del gioco sono generalmente astratte e lo stile di gioco è più vicino a quello dei relativi giochi da tavola, mentre negli strategici in tempo reale de-enfatizzano il realismo e si concentrano sulla raccolta e conversione di risorse specifiche in capacità produttive per la produzione di unità da combattimento successivamente impiegate in battaglia in confronti altamente stilizzati.
Al contrario, la maggior focalizzazione sul realismo e sulle tattiche militari e il a confronto più breve ciclo rischio/ricompensa degli RTT solitamente fornisce un'esperienza distintamente più immediata, intensa ed accessibile delle reali tattiche dei campi da battaglia, piuttosto che nelle schermaglie ravvicinate o mêlée degli strategici di altri generi.
Come suggerito dal nome del genere, è fondamentale anche il concetto di tempo reale.
Il videogioco affonda le sue radici nei wargame tattici e con miniature, nella riproduzione di scenari di battaglia utilizzando le sole miniature o anche solo figure di carta. Questi giochi da tavolo erano per necessità a turni e solo il supporto del computer ha consentito di proiettare il gioco e la strategia con successo in un contesto in tempo reale.
La strategia a turni e la tattica a turni erano ovvi candidati ad esser implementati su computer, e quando divennero disponibili codici e regole di gioco sempre più complesse i giochi divennero sempre meno incentrati sulla scansione del tempo e più continui nel suo scorrere, fino a quando venne raggiunto il vero e proprio "tempo reale".
Paragonati ad altri giochi di strategia, quelli di "real-time tactics" spesso hanno ambientazioni distinte e dettagliate per via delle implicazioni tattiche di elementi come l'altitudine, i ripari e la vera linea di vista. A causa della domanda di unità realistiche nei videogiochi RTT c'è inoltre un significativo grado di autonomia sulle loro azioni a seconda del contesto e degli ordini ricevuti paragonata alle unità relativamente o del tutto passive di altri generi strategici (ad esempio le unità in MechCommander 2 sono abbastanza indipendenti).
Inoltre, in molti videogiochi RTT le forze del giocatore sono mantenute attraverso le battaglie. Questo consente alle unità di diventare sempre più efficaci man mano che guadagnano esperienza e possono persino incoraggiare una sorta di affinità fra il giocatore e le sue truppe, rompendo lo stereotipato anonimato delle sacrificabili unità prodotte in masse che si trovano negli strategici. A questo fine il videogioco Myth: the Fallen Lords dei Bungie Studios diede anche un nome unico a ciascun soldato, e in Warhammer: Shadow of the Horned Rat e Warhammer: Dark Omen ogni unità era nominata individualmente e sotto il comando di un proprio personale capitano con distinte capacità di visuale e feedback vocale.

## Dibattito sulla classificazione del genere
La classificazione del genere dei videogiochi militari in tempo reale è stata, e continua ad esserlo, oggetto di controversie. Sia gli strategici in tempo reale che i tattici in tempo reale sono utilizzati per descrivere il genere, e potrebbero ragionevolmente essere ugualmente corretti. Tuttavia, il termine RTT si riferisce unicamente ai giochi che vanno incontro alla particolare definizione descritta in questo articolo. Pertanto, gli RTT potrebbero anche essere considerati un sottogenere degli RTS.
Questo parere non è unanime e per molti il genere RTT esiste interamente al di fuori di quello RTS.
Il dibattito si origina dal fatto che certe convenzioni fra gli RTS più popolari, a partire da Dune II e passando per serie famose come Warcraft e Command and Conquer, siano divenute così predominanti da risultare quasi sinonimo del termine "strategia in tempo reale".
Questi giochi sono caratterizzati da uno stile in cui il giocatore esercita diretto controllo su unità individuali, raccolta risorse, costruzione della base e delle unità, sviluppo tecnologico e micro-gestione di un'economia produttiva.
Titoli strategici in tempo reale "tradizionali" incoraggiano il giocatore a concentrarsi maggiormente sulla logistica e sulla produzione piuttosto che sul combattimento, mentre i giochi tattici in tempo reale molto spesso non considerano la raccolta di risorse, la produzione, la costruzione di una base o la gestione economica, incentrandosi invece sugli aspetti tattici ed operativi della guerra come le formazioni delle unità, lo sfruttamento del terreno per ottenere vantaggi tattici e così via.
È importante notare, comunque, che ci sono anche strategici in tempo reale che non seguono queste convenzioni, né quelle del genere RTT. Esempi in questo senso sono DEFCON, Herzog Zwei e Pikmin. A causa di ciò, è a volte problematico stabilire una definizione stretta di RTS solo per includere le convenzioni più popolari menzionate sopra. Ed ancora, la distinzione fra questi giochi e gli RTT è labile.